# Friedrich Christoph Förster
Friedrich Christoph Förster (1791-1868) est un historien et poète allemand.

## Biographie
Friedrich Christoph Förster est né le 24 septembre 1791 à Münchengosserstädt. Il est le fils du pasteur Karl Christoph Förster (de) et le frère du peintre Ernst Joachim Förster. Il fait ses études au lycée Frédéric d'Altenbourg (de), puis dans l'université de Wurtzbourg et l'université d'Iéna où il se consacre un temps à l'archéologie et à l'histoire de l'art. Il y devient membre du Corps Franconia Würzburg puis du Corps Saxonia Jena. Après la guerre en 1813 il rejoint les volontaires du Lützowsches Freikorps en compagnie du poète Theodor Körner, et atteint le grade de capitaine. Par la suite il est professeur à l'école combinée d'artillerie et du génie de Berlin mais à cause de ses écrits il est démis de ses fonctions en 1817. Il travaille pour différents journaux jusqu'en 1829, avant d'être engagé par le musée royal de Berlin.
Il meurt le 8 novembre 1868 à Berlin.

## Ouvrages
- (de) Friedrich Christoph Förster, Geschichte der Befreiungskriege 1813, 1814, 1815, vol. 1, Berlin, Verlag Gustav Hempel, 1864
- Peter Schlemihls wundersame Geschichte. Mit 16 eigenen Handzeichnungen von Hosemann. Leipzig, 1843
- Wallensteins Prozess, Leipzig, 1844